# Eudesmeola
Eudesmeola là một chi bướm đêm thuộc họ Erebidae.

## Loài
- Eudesmeola lawsoni Felder & Rogenhofer, 1874